# Solveig Hammarstedt
Solveig Maria Hammarstedt, född Granholm 15 maj 1928 i Sundsvall, död där 26 april 2020, var en svensk målare och tecknare.
Hammarstedt studerade teckning, målning och kroki vid Sundsvalls stads yrkesskola, samt på andra kurser under åren 1944–1951. Separat ställde hon ut i Stockholm, Sundsvall, Njurunda, Kramfors, Umeå och Östersund. Bland hennes offentlig arbeten märks väggmålningarna i Matfors Folkets hus och Bergsåkers skola. Hennes konst består av en sagovärld fylld av troll och människor ofta i skogslandskap utförda i blyerts, akvarell eller olja. Hammarstedt är representerad vid Västernorrlands läns landsting, Kommunhuset i Njurunda, Östersunds kommun, Sundsvalls kommun, Skandia, Vattenfall, Statens tjänstepensionsverk och Båkab Energi i Sundsvall.